# Oaxaca de Juárez

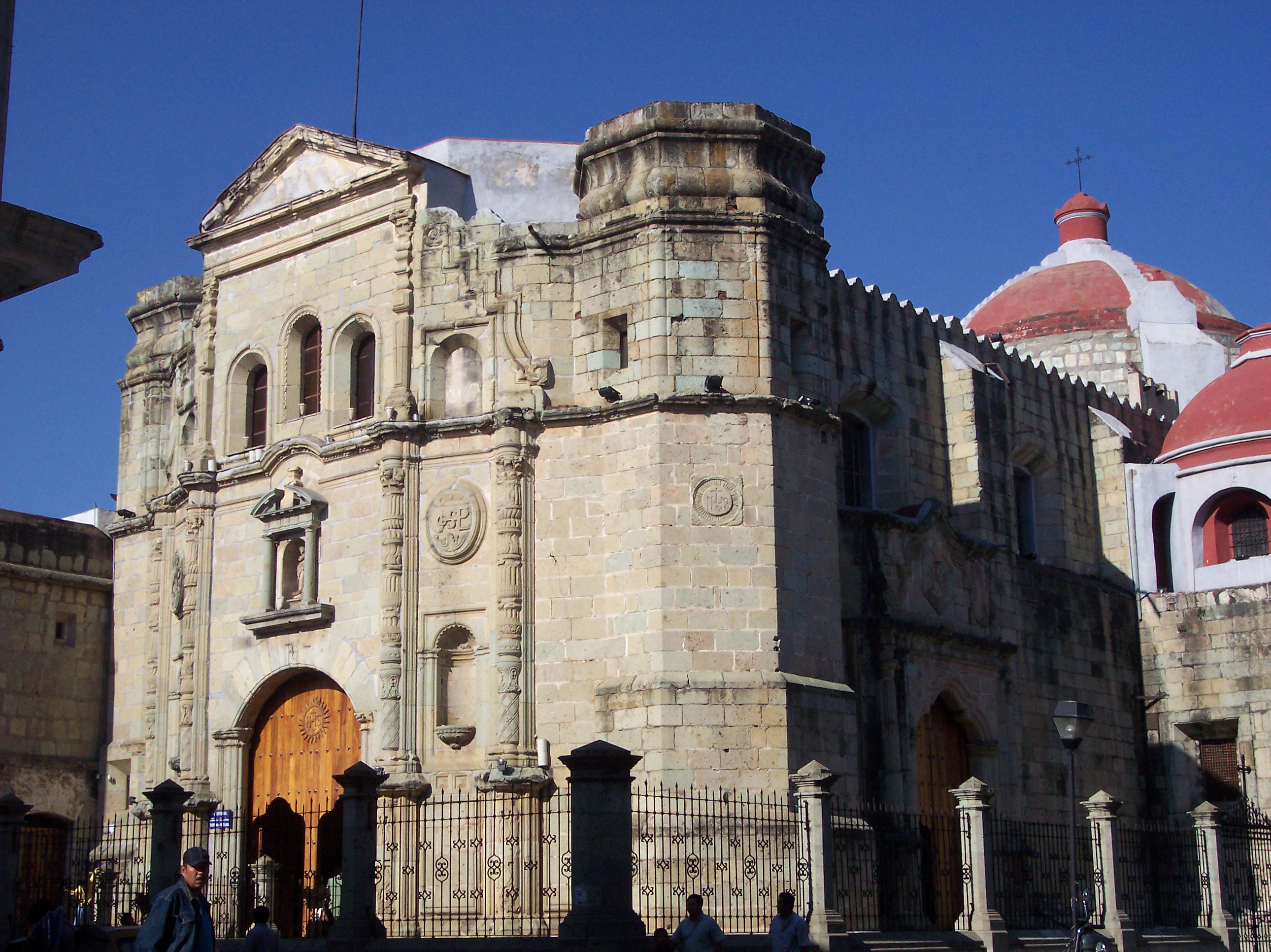
Kyrka i Oaxaca de Juárez

Oaxaca de Juárez (eller bara Oaxaca) är en stad i södra Mexiko och är den administrativa huvudorten för delstaten Oaxaca. Den arkeologiska platsen Monte Albán är belägen strax utanför staden. 

## Stad och storstadsområde
Staden har 257 965 invånare (2007), med totalt 264 993 invånare (2007) i hela kommunen på en yta av 96 km².
Storstadsområdet, Zona Metropolitana de Oaxaca, har totalt 512 196 invånare (2007) på en yta av 474 km². Området består av kommunerna Oaxaca de Juárez, Ánimas Trujano, San Agustín de las Juntas, San Agustín Yatareni, San Andrés Huayápam, San Antonio de la Cal, San Bartolo Coyotepec, San Jacinto Amilpas, San Pablo Etla, San Sebastián Tutla, Santa Cruz Amilpas, Santa Cruz Xoxocotlan, Santa Lucía del Camino, Santa María Atzompa, Santa María Del Tule, Santa María Coyotepec, Santo Domingo Tomaltepec och Tlalixtac de Cabrera.